# Мирской (Кавказский район)
Мирской — посёлок в Кавказском районе Краснодарского края.
Административный центр Мирского сельского поселения.

## География
Посёлок расположен в 16 км к северо-западу от Кропоткина, ж/д станция Мирская на линии Кавказская — Тихорецкая.
| - ул. 2 Пятилетка - ул. Азовская - Базарный пер - Безымянный пер - Вокзальный пер - Восточный пер - ул. Гагарина - ул. Дзержинского - ул. Мурадова - ул. Дугинец - ул. Есенина - ул. Западная - ул. Калинина | - ул. Комарова - ул. Комсомольская - Курганный пер - ул. Ленина - Лермонтовский пер - ул. Мира - ул. Октябрьская - Памяти Героев пер - Первомайский пер - Пионерский пер - Пушкинский пер - ул. Р.Люксембург - ул. Садовая - ул. Самодеева | - ул. Сиреневая - ул. Советская - ул. Степная - ул. Суворова - Центральный пер - ул. Черемушки - ул. Школьная - Школьный пер - ул. Юбилейная |

## История
Возникновение посёлка связано с началом строительства Ростово-Владикавказской железной дороги в 1872 году.

## Население
| 2002 | 2010  |
| ---- | ----- |
| 3055 | ↘2706 |